# Чепельово (платформа)
Чепельо́во (рос. Чепелёво) — зупинний пункт/пасажирська платформа Курського напрямку Московської залізниці в однойменному присілку міського округу Чехов Московської області.
Платформа розташована на перетині Курського напрямку залізниці зі старим Сімферопольським шосе.
Відстань до Курського вокзалу — 71 км.
Належить до 8 тарифної зони.
Складається з двох бічних платформ, сполучених між собою настилом.
Залізничний насип, на якому побудовані платформи, споруджений над невеликим акведуком. Цей акведук служить для відведення води під час весняного розливу.
Зупинка має павільйон, розташований на платформі, на якій зупиняються поїзди на Москву. Квиткова каса в 2011 році була спалена. З березня 2018 року функціонує нова квиткова каса, інтервал роботи з 6:00 до 18:00 щодня. На платформі роблять зупинки деякі електропоїзди з Тули і електропоїзди, що прямують до/від Чехова і Серпухова (окрім експресів).
Поруч з платформою розташовані присілок Чепельово і селище, яке до 1990-х років належало до радгоспу «Чепельовський».
Від платформи можна пройти до зупинки автобусів № 22 (Чехов — Алачково), № 61 (Чехов — Подольськ), 60 (Чехов — лікарня Яковенка), № 365к, 1365 (Чехов — м. Лісопаркова) та ін.
З 25 березня 2019 року закрита платформа № 1 (на Серпухов) для реконструкції. Побудована тимчасова дерев'яна платформа, що примикає до основної з північного боку.
З 6 жовтня приміські електропоїзди, що прямують з Москви, зупиняються біля модернізованої платформи № 1. З 26 квітня 2020 року електропоїзди, що прямують на Москву, зупиняються біля модернізованої платформи № 2 з. п. Чепельово.
| Попередня зупинка | Лінія | Лінія                | Лінія | Наступна зупинка |
| ----------------- | ----- | -------------------- | ----- | ---------------- |
| 66 км             |       | Курський напрямок МЗ |       | Чехов            |